# Rotmeer-Wimpelfisch
Der Rotmeer-Wimpelfisch (Heniochus intermedius) ist eine Art aus der Familie der Falterfische. Sie kommt im Roten Meer und im Golf von Aden vor und lebt dort in Korallenriffen bis in Tiefen von 50 Metern.

## Merkmale
Der Rotmeer-Wimpelfisch erreicht eine Länge von bis zu 18 cm. Der Fisch hat einen gelbweißen, hochrückigen und seitlich stark abgeflachten Körper. Charakteristisch für ihn sind der zu einer langen, weißen Fahne ausgezogene vordere Teil der Rückenflosse und die zwei schwarzen Querstreifen. Brustflossen, Schwanzflosse, Afterflosse, der hintere weichstrahlige Teil der Rückenflosse und der unteren Körperseiten sind gelb. 

## Lebensweise
Ausgewachsene Rotmeer-Wimpelfische leben immer in Küstennähe und gebunden an Korallenriffen (im Unterschied zu Heniochus diphreutes) allein, paarweise oder in kleinen Gruppen. Jungfische leben in großen Gruppen, manchmal zusammen mit dem Schwarm-Wimpelfisch (Heniochus diphreutes). Sie ernähren sich von Zooplankton und bodenbewohnenden Wirbellosen.